# Uninvited (videogioco)
Uninvited è un videogioco di avventura grafica d'orrore pubblicato dalla Mindscape nel 1986 per Macintosh, e negli anni successivi per numerosi altri computer e per NES.
È il secondo gioco, dopo Déjà Vu, sviluppato dalla ICOM Simulations con il motore grafico MacVenture, basato su visuale in prima persona, finestre, icone di comando testuali e inventario grafico con trascinamento.

## Trama
Il protagonista si risveglia a bordo della sua auto, semidistrutta davanti ad una villa sconosciuta. L'unica opzione è addentrarvisi in cerca di aiuto e di suo fratello minore (nella versione NES è la sorella maggiore ad essere scomparsa). Non trova nessuno, la villa è completamente deserta. Non passa molto tempo prima che venga "accolto" dal primo abitante non morto. Diventa presto evidente che una volta la casa apparteneva a un mago con un numero di apprendisti; Dracan, il più talentuoso, si corruppe e uccise gli altri abitanti con la sua magia, infestando la villa di creature mostruose.

## Modalità di gioco
Uninvited è un'avventura grafica, e l'esplorazione della villa si esegue tramite il sistema "punta-e-clicca". Il personaggio controllato dal giocatore non si vede mai, né mai si saprà il suo nome. L'obbiettivo è salvare suo fratello minore (sorella maggiore nella versione NES), risolvendo una serie di enigmi. La villa è molto estesa, con due piani e una torre. È possibile esplorare anche alcune aree limitrofe, quali un osservatorio, una serra, una cappella e un cimitero. Tutte le aree contengono delle trappole, e molti luoghi sono protetti da creature come fantasmi, zombi e demoni.
C'è un tempo limite per completare il gioco: man mano che passa, una presenza malefica tenterà di prendere il controllo della mente del protagonista e, se passa troppo tempo, questi soccomberà alla forza e si trasformerà in un non morto. Nella versione NES il tempo limite ed il suo effetto è stato adattato ad un oggetto (il rubino), perciò non c'è un tempo limite se non si prende il rubino (comunque, lasciare il rubino fermerà questo timer). Dato che la storia ruota molto intorno alla magia, molti indovinelli non hanno soluzioni logiche.
La versione NES è quella con le maggiori differenze dall'originale. Oltre all'assenza di un tempo limite e al cambio dell'obiettivo da fratello minore a sorella maggiore, si caratterizza per la presenza di musiche, composte da Hiroyuki Masuno. Ad esempio usando il giradischi nella stanza dei giochi, si sentirà il tema (anche se riprodotto come da un apparecchio rotto) di Shadowgate, altro titolo firmato ICOM Simulations.

## Accoglienza
La rivista tedesca Data Welt elogiò particolarmente la versione per Amiga, definendola «eccellente» e «meglio di Déjà Vu». Computer Gaming World trovò il gameplay della versione Amiga divertente e innovativo, elogiando la grafica e l'uso praticamente esclusivo del mouse per giocare come metodo per eliminare la frustrazione dei giocatori. Anche Dragon elogiò il gioco per Macintosh, definendolo «un vero raccapricciante gioco d'avventura e di mistero». Enigma (Amiga) trovò il sistema di controllo ottimo e il gioco ideale per gli amanti dell'orrore.